# رياح مداومة قصوى
الرياح المداومة القصوى هي مؤشر شائع وهام لتحديد شدة العاصفة. داخل الإعصار المداري الناضج، تتواجد داخل جدار العين على مسافة معينة من المركز، والمعروف باسم نصف قطر الرياح القصوى، أو RMW. وعلى عكس العصفات، يتم تحديد قيمة هذه الرياح من خلال أخذ العينات منها ومتوسط نتائج العينات على مدى فترة زمنية. وقد تم توحيد قياس الرياح عالميًا ليعكس الرياح على ارتفاع 10 أمتار (33 قدمًا) فوق مستوى سطح البحر، ويمثل أقصى رياح مستدامة أعلى متوسط رياح على مدى فترة زمنية مدتها دقيقة واحدة (بالتوقيت الأمريكي) أو عشر دقائق، في أي مكان داخل الإعصار المداري. تتنوع الرياح السطحية بدرجة كبيرة بسبب الاحتكاك بين الغلاف الجوي وسطح الأرض، وكذلك بالقرب من التلال والجبال فوق اليابسة.
غالبًا ما تُستخدم صور أقمار الأرصاد الجوية فوق المحيط لتقدير أقصى رياح مستدامة داخل الإعصار المداري. يمكن أيضًا تقدير هذه الكمية، عند توفرها، من خلال عمليات الرصد الاستطلاعي البرية والبحرية والجوية، وصور الرادار. تساعد هذه القيمة في تحديد احتمالية الضرر الناجم عن إعصار مداري، باستخدام مقاييس مثل مقياس سافير-سيمبسون.